# Big DS
Marlon G. Fletcher (1972 - 22 de maio de 2003), mais conhecido pelo seu nome artístico Big DS, foi um rapper estadunidense, mais conhecido por ser membro do grupo Onyx. Ele participou da gravação do primeiro álbum, Bacdafucup. Durante a produção do segundo, All We Got Iz Us, Big DS saiu do grupo após discussões com os outros pelo pouco espaço recebido. Faleceu vítima de complicações do câncer.